# システム通信団
システム通信団（しすてむつうしんだん、JGSDF C5 Command）は、陸上自衛隊市ヶ谷駐屯地（東京都新宿区）に団本部を置く陸上総隊隷下の団のひとつでシステム通信科部隊である。

## 概要・任務
防衛省・陸上幕僚監部および陸上総隊司令部のための通信・写真を担任する部隊として、市ヶ谷駐屯地（東京都新宿区）、朝霞駐屯地（東京都練馬区）、久里浜駐屯地（神奈川県横須賀市）に所在し、システム・通信、ビデオ・写真、セキュリティなど多岐にわたる業務を担当する。また、団本部が所在する防衛省庁舎B棟には通信鉄塔がそびえ立っている。
陸上自衛隊のシステム通信科部隊において最大の規模を持ち、陸自の指揮通信中枢として全国の駐（分）屯地間の通信運営に関する統制業務を担うほか、同地に所在する自衛隊サイバー防衛隊、海上自衛隊システム通信隊群および航空自衛隊航空システム通信隊ととも密接に連携し防衛中枢の通信組織の維持運営を行っている。
長らく、通信団隊員の制服左肩の部隊章（師団等標識）は防衛大臣直轄部隊の部隊章だったが、2018年（平成30年）のシステム通信団改編・陸上総隊に隷属替えと同時にシステム通信団独自の部隊章が設定された。

## 沿革
通信団
- 1960年（昭和35年）
  - 1月14日：通信団が市ヶ谷駐屯地において編成完結。

  1. 第1通信群（久里浜駐屯地）を隷下に編合。
  2. 固定通信群が中央基地通信隊に改編され、隷下に編合。
  3. 第301写真中隊（市ヶ谷駐屯地）を隷下に編合。

  - 3月25日：第1通信群（久里浜駐屯地）が中央野外通信隊に称号変更[3][4][5]。

※1960年頃の編成：団本部及び本部付隊・中央野外通信隊・中央基地通信隊・通信監査隊・第301写真中隊・第101固定通信教育大隊
- 1962年（昭和37年）1月18日：航空保安通信隊が編成完結[6][5]。
- 1968年（昭和43年）3月1日：部隊改編等

1. 臨時特別通信隊（久里浜駐屯地）が通信標定隊に改編され、団隷下に編合[3]。
2. 中央野外通信隊（久里浜駐屯地）が中央野外通信群に称号変更[3][5]。
3. 航空保安通信隊が防衛庁長官直轄部隊の中央管制気象隊に改編[5]。

- 1981年（昭和56年）
  - 8月4日：通信標定隊が久里浜駐屯地から東千歳駐屯地に移駐。
  - 8月10日：通信標定隊が北部方面隊に隷属替え[5]。
- 1987年（昭和62年）3月26日：通信監査隊（久里浜駐屯地）を通信保全監査隊に改編。
- 1994年（平成06年）
  - 3月28日：中央システム管理隊を市ヶ谷駐屯地に新編。
  - 11月28日：東部方面総監部の朝霞駐屯地移駐に伴い駐屯地司令職務を承継。
- 2000年（平成12年）3月28日：

1. 中央業務支援隊新編により、駐屯地司令職務を中央業務支援隊長に移管。
2. 第301写真中隊（市ヶ谷駐屯地）が第301映像写真中隊に改編。

- 2003年（平成15年）3月27日：システム防護技術隊を市ヶ谷駐屯地に新編。
- 2004年（平成16年）3月29日：中央基地通信隊（市ヶ谷駐屯地）を中央基地システム通信隊に改編。
- 2005年（平成17年）3月28日：システム防護技術隊（市ヶ谷駐屯地）をシステム防護隊に改編。
- 2008年（平成20年）3月26日：中央システム管理隊（市ヶ谷駐屯地）を廃止（後身は研究本部隷下のシステム開発隊）。

システム通信団
- 2018年（平成30年）3月27日：陸上総隊新編に伴う大規模改編等実施[7]。

1. 通信団（市ヶ谷駐屯地）が防衛大臣直轄から陸上総隊隷下のシステム通信団に改編。
2. 研究本部隷下のシステム開発隊を団隷下に編合。
3. 中央野外通信群の第301通信運用中隊が第301指揮所通信中隊に改組のうえ、久里浜駐屯地から朝霞駐屯地に移駐。
4. 中央基地システム通信隊と第301映像写真中隊の一部を朝霞駐屯地に分派[8]。
5. 制服左肩の師団等標識（部隊章）を設定[2]。

- 2021年（令和03年）3月18日：システム防護隊（市ヶ谷駐屯地）がサイバー防護隊に称号変更[9]。

## 部隊編成
特記ないものは市ヶ谷駐屯地に所在している。
- システム通信団本部
- 中央野外通信群（久里浜駐屯地）
- 中央基地システム通信隊
- 通信保全監査隊
- サイバー防護隊
- システム開発隊
- 第301映像写真中隊
- システム通信団本部付隊[10]

## 主要幹部
| 官職名           | 階級    | 氏名     | 補職発令日     | 前職                                                |
| ---------------- | ------- | -------- | -------------- | --------------------------------------------------- |
| システム通信団長 | 陸将補  | 藤田達也 | 2025年08月01日 | 防衛装備庁プロジェクト管理部 プロジェクト管理総括官 |
| 副団長           | 1等陸佐 | 吉原孝典 | 2022年12月01日 | 陸上自衛隊開発実験団本部評価科長                    |
| 高級幕僚         | 1等陸佐 | 下津博子 | 2025年03月17日 | 陸上幕僚監部装備計画部通信電子課 電計班長           |

| 代                               | 氏名                     | 在職期間                                                   | 出身校・期               | 前職                                                        | 後職                                                       |
| 通信団長（防衛大臣直轄）         | 通信団長（防衛大臣直轄） | 通信団長（防衛大臣直轄）                                   | 通信団長（防衛大臣直轄） | 通信団長（防衛大臣直轄）                                    | 通信団長（防衛大臣直轄）                                   |
| -------------------------------- | ------------------------ | ---------------------------------------------------------- | ------------------------ | ----------------------------------------------------------- | ---------------------------------------------------------- |
| 01                               | 北村肇                   | 1960年01月14日 - 1960年07月31日                            | 海兵55期・ 海大38期      | 第1管区総監部付                                             | 東部方面総監部付 →1960年12月31日 退職                      |
| 02                               | 安成季隆                 | 1960年08月01日 - 1962年01月01日                            | 陸士40期・ 砲工37期      | 陸上幕僚監部施設課長                                        | 停年退官（陸将昇任）                                       |
| 03                               | 高木威勲 （1等陸佐）     | 1962年01月01日 - 1963年03月15日                            | 陸士44期                 | 通信団副団長                                                | 東部方面総監部付                                           |
| 04                               | 矢島源太郎 （1等陸佐）   | 1963年03月16日 - 1964年07月15日                            | 海兵60期                 | 通信団副団長                                                | 東部方面総監部付 →1965年1月1日 退職 （陸将補昇任）         |
| 05                               | 山本筑郎                 | 1964年07月16日 - 1966年03月15日                            | 陸士46期・ 陸大54期      | 陸上幕僚監部通信課長                                        | 退職                                                       |
| 06                               | 田口和夫                 | 1966年03月16日 - 1968年07月15日                            | 陸士47期・ 陸大55期      | 第4師団副師団長 兼 福岡駐とん地司令                         | 陸上幕僚監部付 →1969年3月17日 退職                         |
| 07                               | 上阪賑一                 | 1968年07月16日 - 1971年11月15日                            | 陸士50期・ 陸大59期      | 第5師団副師団長 兼 帯広駐とん地司令                         | 陸上自衛隊通信学校長 兼 久里浜駐とん地司令                 |
| 08                               | 田中稲雄                 | 1971年11月16日 - 1973年06月30日                            | 陸士52期・ 陸大60期      | 陸上幕僚監部通信課長                                        | 退職                                                       |
| 09                               | 安藤仁一                 | 1973年07月16日 - 1974年06月30日                            | 陸士54期                 | 第9師団副師団長 兼 青函地区輸送連絡隊長 兼 青森駐とん地司令 | 退職                                                       |
| 10                               | 田中邦明                 | 1974年07月01日 - 1976年08月01日                            | 陸士55期                 | 陸上幕僚監部通信課長                                        | 通信団付 →1977年1月1日 退職                                |
| 11                               | 竹内泉                   | 1976年08月02日 - 1978年03月15日                            | 海兵72期                 | 陸上自衛隊通信学校副校長 兼 企画室長                        | 東部方面総監部付 →1978年6月30日 退職                       |
| 12                               | 依田文彌                 | 1978年03月16日 - 1979年03月15日                            | 東京物理学校 昭和19年卒  | 陸上自衛隊北海道地区補給処副処長                            | 陸上幕僚監部付 →1979年7月1日 退職                          |
| 13                               | 飛渡洋三                 | 1979年03月16日 - 1981年03月15日 ※1979年07月01日 陸将補昇任 | 陸航士60期               | 陸上自衛隊東北地区補給処副処長                              | 陸上幕僚監部付 →1981年4月1日 退職                          |
| 14                               | 加茂敏夫                 | 1981年03月16日 - 1983年07月31日                            | 米沢工専 昭和23年卒      | 北部方面総監部装備部長                                      | 陸上幕僚監部付 →1983年12月20日 退職                        |
| 15                               | 中本吉昭                 | 1983年08月01日 - 1985年08月07日 ※1984年03月16日 陸将補昇任 | 早稲田大学 昭和29年卒    | 陸上自衛隊通信学校副校長 兼 企画室長                        | 陸上自衛隊通信補給処長 兼 大宮駐屯地司令                   |
| 16                               | 高橋清                   | 1985年08月08日 - 1987年07月06日                            | 防大1期                  | 陸上自衛隊通信補給処長 兼 大宮駐屯地司令                    | 陸上自衛隊通信学校長 兼 久里浜駐屯地司令                   |
| 17                               | 中里義弘                 | 1987年07月07日 - 1990年03月15日                            | 防大3期                  | 陸上幕僚監部装備部副部長                                    | 陸上幕僚監部装備部長                                       |
| 18                               | 成松徳三                 | 1990年03月16日 - 1993年03月24日 ※1991年07月01日 陸将補昇任 | 防大4期                  | 東北方面総監部装備部長                                      | 陸上自衛隊通信補給処長 兼 大宮駐屯地司令                   |
| 19                               | 日裏昌宏                 | 1993年03月25日 - 1995年06月29日 ※1993年04月01日 陸将補昇任 | 防大5期                  | 陸上自衛隊幹部学校研究部長                                  | 退職                                                       |
| 20                               | 重村勝弘                 | 1995年06月30日 - 1996年12月15日                            | 防大10期                 | 装備開発実験隊長                                            | 陸上自衛隊通信学校長 兼 久里浜駐屯地司令                   |
| 21                               | 廣田英雄                 | 1996年12月16日 - 1998年12月09日                            | 防大8期                  | 陸上自衛隊北海道地区補給処副処長                            | 退職                                                       |
| 22                               | 鈴木健                   | 1998年12月10日 - 2001年03月26日 ※1999年12月10日 陸将補昇任 | 防大15期                 | 陸上幕僚監部調査部調査課長                                  | 陸上自衛隊通信学校長 兼 久里浜駐屯地司令                   |
| 23                               | 行徳浩志                 | 2001年03月27日 - 2003年12月04日                            | 防大14期                 | 自衛隊沖縄地方連絡部長                                      | 退職                                                       |
| 24                               | 中村憲一                 | 2003年12月05日 - 2005年01月11日                            | 防大18期                 | 陸上自衛隊研究本部研究開発企画官                            | 陸上自衛隊通信学校長 兼 久里浜駐屯地司令                   |
| 25                               | 大久保利通               | 2005年01月12日 - 2006年08月03日                            | 防大18期                 | 東部方面後方支援隊長                                        | 退職                                                       |
| 26                               | 岩切厚                   | 2006年08月04日 - 2008年07月31日                            | 防大18期                 | 陸上自衛隊通信学校副校長                                    | 退職                                                       |
| 27                               | 時津憲彦                 | 2008年08月01日 - 2009年12月06日                            | 防大23期                 | 自衛隊福岡地方協力本部長                                    | 陸上自衛隊通信学校長 兼 久里浜駐屯地司令                   |
| 28                               | 盛一丈嗣                 | 2009年12月07日 - 2011年04月26日 ※2010年03月29日 陸将補昇任 | 防大22期                 | 自衛隊愛知地方協力本部長                                    | 退職                                                       |
| 29                               | 小林英彦                 | 2011年04月27日 - 2012年03月29日                            | 金沢大学 昭和54年卒      | 第1師団副師団長 兼 練馬駐屯地司令                           | 陸上自衛隊通信学校長 兼 久里浜駐屯地司令                   |
| 30                               | 成田千春                 | 2012年03月30日 - 2013年08月21日                            | 防大25期                 | 第9師団副師団長 兼 青森駐屯地司令                           | 陸上自衛隊通信学校長 兼 久里浜駐屯地司令                   |
| 31                               | 西川公康                 | 2013年08月22日 - 2015年08月03日                            | 防大26期                 | 陸上自衛隊関東補給処副処長                                  | 陸上自衛隊通信学校長 兼 久里浜駐屯地司令                   |
| 32                               | 滝口龍治                 | 2015年08月04日 - 2016年06月30日                            | 防大27期                 | 第6師団副師団長 兼 神町駐屯地司令                           | 陸上自衛隊通信学校長 兼 久里浜駐屯地司令                   |
| 33                               | 藤井祥一                 | 2016年07月01日 - 2018年03月26日                            | 防大30期                 | 陸上自衛隊九州補給処副処長                                  | 第8師団副師団長 兼 北熊本駐屯地司令                        |
| システム通信団長（陸上総隊隷下） |                          |                                                            |                          |                                                             |                                                            |
| 01                               | 菅野俊夫                 | 2018年03月27日 - 2020年12月21日                            | 防大30期                 | 防衛装備庁調達事業部調達総括官                              | 退職                                                       |
| 02                               | 末田毅                   | 2020年12月22日 - 2023年03月29日                            | 防大34期                 | 陸上総隊司令部後方運用部長                                  | 第3師団副師団長 兼 千僧駐屯地司令                          |
| 03                               | 青木圭                   | 2023年03月30日 - 2025年07月31日                            | 防大41期                 | 防衛装備庁プロジェクト管理部 装備技術官                     | 陸上自衛隊システム通信・サイバー学校長 兼 久里浜駐屯地司令 |
| 04                               | 藤田達也                 | 2025年08月01日 -                                           |                          | 防衛装備庁プロジェクト管理部 プロジェクト管理総括官         |                                                            |